# Фруктовое вино
Фруктовое вино — это термин, обозначающий ферментированный напиток (также иногда называемый «деревенским вином»), приготовленный на основе фруктового сока, а не виноградного.

## Основные характеристики
Технически фруктовое вино — это вино.  Хотя термин «вино» обычно используется для обозначения напитка из винограда, процесс изготовления фруктового вина, позволяющий дрожжам поглощать сахар во фруктах и превращаться в алкоголь, является таким же. В зависимости от используемых фруктов из фруктового вина можно производить красные и белые вина.
Фруктовые вина, полученные из фруктов, кроме винограда, похожи на сидр, приготовленный из яблок, груш, слив и вишни и другие вина из различных ягод.  Они часто производятся домашними виноделами и имеют коммерческое значение в холодном климате, где виноград не выращивают.  Фруктовое вино — важная часть  продуктовой корзины в Англии и северной Франции;  крепленые вина из вишни и черной смородины производятся в Дании; большинство американских фруктовых вин, производимых в основном на восточном побережье, включают яблочные, вишневые, ежевичные, бузинные вина.  Различные сорта фруктовых вин экспортируются из Нидерландов, Дании, Польши, Болгарии, Венгрии, Сербии, Израиля.
Фруктовые вина известны на рынках различных городов Китая. Например, вино из волчьих ягод, вишневое вино, вино из личи, вино из тутового дерева, гранатовое вино, вино из киви, ягодное вино, черничное вино и т.д. — всё это пользуется популярностью у местных жителей. Годовая статистика производства фруктовых вин и лечебных ликеров в Китае показала, что в 2014 году общая прибыль от этих вин снизилась, несмотря на снижение общей налоговой ставки.  Но, в отличие от этого, общий объем продаж фруктовых вин в Китае был выше, чем в других странах.  Большая часть продаж по объему пришлась на безрэповые вина (60,6%), за ними следовали тихие легкие виноградные вина (39,4%) и менее 1% в случае игристых вин.
Фруктовые вина обычно имеют сладкий вкус и должны сохранять большую часть аромата и цвета оригинальных фруктов. Сусло с высоким содержанием кислоты требует разбавления водой и добавления сахара перед ферментацией.  Многие коммерческие фруктовые вина содержат около 12 процентов алкоголя. Когда они крепятся бренди, полученным из тех же фруктов, содержание алкоголя составляет около 20 процентов. Содержание алкоголя в сидре и других фруктовых винах обычно составляет 2–8 процентов.
Фруктовые вина могут быть изготовлены либо из концентрата фруктового сока, либо из целых фруктов, следуя той же процедуре производства, что и виноградные вина. Существует шесть популярных типов фруктовых вин:
- с низким содержанием алкоголя — 2–7% об., известные также как сидр;
- сухофруктовые вина с более высоким содержанием алкоголя, обычно 8,5–13,5% об.;
- сладкие фруктовые вина, обычно изготовленные из ягод с различным содержанием алкоголя до 15% об.;
- криоэкстрагированные фруктовые вина, которые считаются продуктами премиум-класса;
- крепленые фруктовые вина или фруктовые вина «портвейн», которые могут содержать до 24% об. / об. алкоголя;  и, наконец, игристые фруктовые вина в стиле Charmat или Champenoise, где для создания игристого эффекта вводится углекислый газ.

## Вкус
Фруктовое вино имеет вкус преимущественно фруктов, которые выбрали при производстве.  В зависимости от продолжительности процесса брожения он может варьироваться от острого до мягкого и спелого. Измеряя и регулируя кислотность во фруктовом вине, возможно сделать купаж более динамичным и сбалансированным.

## Хранение
Как и обычное виноградное вино, фруктовое вино следует хранить в сухом прохладном месте.  Идеальным будет место и тара, куда свет не поступает.